# Adlullia catala
Adlullia catala är en fjärilsart som beskrevs av Swinhoe 1903. Adlullia catala ingår i släktet Adlullia och familjen tofsspinnare. Inga underarter finns listade i Catalogue of Life.